# Четиритриосмоъгълно пано
Четиритриосмоъгълно пано е полуправилно хиперболично пано. На всеки връх има един триъгълник, два квадрата и един осмоъгълник. Дуалното пано е делтоидно триосмоъгълно пано.

## Свързани пана и многостени

### Триосмоъгълни пана
- осмоъгълно пано
- пресечено осмоъгълно пано
- триосмоъгълно пано
- пресечено осморедово триъгълно пано
- осморедово триъгълно пано
- четиритриосмоъгълно пано
- пресечено триосмоъгълно пано
- скосено триосмоъгълно пано
- тричетириъгълно дърво
- скосено тричетиритриъгълно пано

### Четиритримногоъгълни многоъгълници
- триъгълна призма
- кубоктаедър
- ромбикубоктаедър
- ромбикосидодекаедър
- четиритришестоъгълно пано
- четиритриседмоъгълно пано
- четиритриосмоъгълно пано
- четиритридеветоъгълно пано

### Четиримногоосмоъгълни пана
- четиритриосмоъгълно пано
- четиричетириосмоъгълно пано
- четирипетоосмоъгълно пано
- четиришестоосмоъгълно пано
- четириседмоосмоъгълно пано
- четириосмоосмоъгълно пано
- четиридеветоосмоъгълно пано